# ماريا كيريلينكو
ماريا يوريفا كيريلينكو (بالروسية: Мари́я Ю́рьевна Кириле́нко) (مواليد 25 يناير 1987) هي لاعبة كرة مضرب روسية. فازت كيريلينكو عام 2002 بلقب الفردي (بنات) ببطولة الولايات المتحدة المفتوحة.

## روابط إضافية
- Official website
- Site about Maria Kirilenko (ENG)(RUS)

## روابط خارجية
- ماريا كيريلينكو على موقع رابطة محترفات التنس (الإنجليزية)
- ماريا كيريلينكو على موقع الاتحاد الدولي لكرة المضرب (الإنجليزية)
- ماريا كيريلينكو على موقع كأس بيلي جين كينغ (الإنجليزية)
- ماريا كيريلينكو على موقع خلاصة التنس.كوم (الإنجليزية)
- ماريا كيريلينكو على موقع إي إس بي إن.كوم (الإنجليزية)
- ماريا كيريلينكو على موقع أوليمبيديا (الإنجليزية)